# Antranonkarany
Antranonkarany är en ort i Madagaskar. Den ligger i den norra delen av landet, 600 km norr om huvudstaden Antananarivo. Antranonkarany ligger 20 meter över havet och antalet invånare är 7 221.
Terrängen runt Antranonkarany är varierad. Runt Antranonkarany är det ganska tätbefolkat, med 144 invånare per kvadratkilometer. Närmaste större samhälle är Ambanja, 7,8 km nordost om Antranonkarany. Omgivningarna runt Antranonkarany är en mosaik av jordbruksmark och naturlig växtlighet.